# Ronjenje na dah
Ronjenje na dah je boravak pod vodom u cilju obavljanja sportskih ili drugih aktivnosti, sa privremenim prekidom spoljašnjeg disanja ili apnejom, kojoj prethodi dubok udisaj vazduha. To je najstarija i najraširenija vrsta ronjenja od postanka čoveka do danas. Vodene dubine oduvek su bile predmet čovekovog interesovanja, prvo kao izvor hrane i zarade a kasnije i kao prostor za ratovanje, istraživanja i bavljenje sportom. Poznato je da su ljudi savladali veštinu ronjenja još u davna vremena. Lovci na bisere i korale su ronili na dah i do 40 metara dubine. Od tad pa do danas razvio se ceo niz podvodnih disciplina kao što su:
- podvodni hokej
- podvodna fotografija
- podvodni ribolov
- ronjenje na dah (apneja)
- ronjenje u vodenim strujanjima.

Apnea u sportu podrazumeva zadržavanje daha (nedisanje) i ronjenje u inspiratornoj apneji, čija dužina i dubina zavise od niza faktora: doba, pola, vitalnog kapaciteta, treninga, zamora, motivisanosti, straha, ambijentalnog pritiska i temperature okoline. Na površini, apnea prosečnog čoveka iznosi od 30" do 90". Apneja se može produžiti prethodnom hiperventilacijom ili udisanjem čistog kiseonika, pa tada može trajati 7 minuta i više. Dobri sportisti obično rone na dah do dubine od 25 metara.
Sve više je zastupljeno verovanje da to nije sport, već način (stil) života, za koji je potrebno mnogo volje i predanosti, kao i bistar um! Svako može da roni na dah, ako je zdrav, a poželjno je da za to ima i lekarsko odobrenje, radi svoje lične sigurnosti. Takođe, poželjno je da ima i osnovni nivo znanja (bar jedan kurs), kako bi mogao pravilno da primenjuje svoje umeće.
Godine 1994. osnovana je prva svetska asocijacija za razvoj ronjenja na dah u sigurnosti - AIDA International, sa sedištem u Lozani, koja se pored ostalog bavi i edukacijom slobodnih ronioca na dah (freediver-a). U našoj zemlji 2004. godine osnovana je AIDA Srbija, udruženje ronilaca na dah, kao jedan njen ogranak. U okviru udruženja postoje edukovani i ovlašćeni instruktori koji drže kurseve za slobodne ronioce, a sve informacije mogu se dobiti na njihovom zvaničnom sajtu.
Postoje ekipna i individualna takmičenja na regionalnom i međunarodnom nivou. Posebnim pravilnikom utvrđena su sva pravila ponašanja i bodovanja, kao i discipline u kojima se priznaju postignuti rezultati.
Discipline se dele na tzv. “indoor” (bazenske) i “outdoor” (u moru), a ukupno ih je 8. Bazenske, ili “indoor” discipline podrazumevaju postizanje i merenje pređene dužine, kao i vreme trajanja apnee, dok “outdoor” discipline podrazumevaju merenje postignute dubine. AIDA Int. priznaje samo rezultate postignute isključivo u ovih 8 disciplina. Sve ostale, slične ili drugačije, discipline mogu se smatrati samo “demonstracionim” ( u jezerima, rekama, pod ledom itd. ), bez mogućnosti postavljanja svetskih rekorda. Posebno se rangiraju žene i muškarci, a postoji i ekipno rangiranje.

## Statička apneja
(Static Apnea - STA) ili poznatija samo kao “Statika” izvodi se tako što ronilac zadržava dah najduže koliko može, pored tela zaranja i svoj respiratorni sistem u vodu, a vreme njenog trajanja meri se od momenta uranjanja respiratornog sistema u vodu do njegovog izranjanja iz vode. Rezultati ove discipline priznaju se bez obzira u kakvoj vodi su postignuti ( bazenu, reci, jezeru, moru… ).

## Dinamika sa perajama
U dinamičkim disciplinama je dozvoljena, tj. obavezna upotreba peraja ili monoperaja, kao jedinog i osnovnog pomagala tokom zarona. Razlikuju se kao dve potpuno odvojene discipline Dinamika sa stereo perajima (Dynamic with bifins - DYNB) i Dinamika sa monoperajem (Dynamic with fins - DYN). Radi se tako što ronilac roneći, pokušava da pređe najveće moguće rastojanje, u horizontalnom položaju ispod površine. Preronjena dužina se meri od tačke gde je zaronjen respiratorni sistem u vodu do tačke gde izroni iz vode. Rezultati ove discipline se priznaju ako su postignuti u bazenima minimalne dužine od 25m.

## Dinamika bez peraja
(Dynamic without fins - DNF), kao što i samo ime kaže, uslovljena je isključivo ljudskim pogonom, bez upotrebe bilo kakvih pomagala. Dakle, princip je isti kao i kod DYF, ali ronilac vrši potisak kroz vodu svojim sopstvenim telom (rukama i nogama). Mnogima je to najprirodnija disciplina kojom se prelazi udaljenost, pa im je i najdraža. Zahteva samo dobru tehniku prsnog plivanja, kao i opštu fizičku spremnost. Rezultati se priznaju kao i kod DYF.
Sve tri discipline izvode se isključivo u bazenima, pa je priznavanje postignutih rezultata time i uslovljeno. Postoje i tzv. “penali” koji nose određen broj bodova, a koji se oduzimaju takmičaru od ukupnog broja bodova za tu disciplinu, ako ronilac počini neku manju grešku (npr. preuranjeni ili zakasneli start, povlačenje po dnu bazena, “surfing” peraja po površini itd.). Takođe, AIDA ne toleriše nikakve oblike “sambe” (blage drhtavice) ili BO (Black-out, tj. padanje u nesvest), te takmičar biva u tom slučaju diskvalifikovan. Validan rezultat je samo onaj kada takmičar izvede svoj nastup tehnički ispravno i na kraju nastupa pravilno odradi tzv. “surface protocol” (skine masku ili naočare s lica, rukom da znak i istovremeno jasno izgovori sudijama da je “OK” ). Ovo važi za sve discipline. Ostale discipline spadaju u “outdoor” discipline i izvode se isključivo u moru.

## Konstantni balast
(Constant weight – CWT) podrazumeva da ronioci zaranjaju i izranjaju upotrebljavajući isključivo svoja peraja ili monoperaje i ruke bez povlačenja uz konop ili menjanja balasta ( količine tegova ). Držanje za konop je dozvoljeno samo na dubini gde prestaje zaron i počinje izron, tj. na maksimalno postignutoj dubini. Constant weight je opšta sportska disciplina ronjenja na dah gde dolaze do izražaja pravilan izbor i karakteristike peraja ili monoperaja i njihova pravilna upotreba.

## Konstantni balast bez peraja
(Constant weight without fins – CNF) je disciplina koja podrazumeva da ronioci zaranjaju i izranjaju bez upotrebe peraja i bez povlačenja uz konop, koristeći samo svoju sopstvenu snagu. Ovo je najteža sportska dubinska disciplina, jer nema nikakvog dodatnog pogona ili balasta prilikom zaranjanja. Ova kategorija zahteva perfektnu koordinaciju između potisnih pokreta ruku i nogu i izjednačavanja pritiska, tehnike ronjenja i plovnosti. Jedino je dozvoljena sigurnosna vrpca, koja se jednim krajem kači za konop a drugim za ronioca, i koja slobodno klizi po konopu, te mu omogućava nesmetano zaranjanje i izranjanje. Služi da ronilac ostane orijentisan uz konop.

## Slobodan zaron
(Free immersion – FIM) odlikuje se time što ronioci u ovoj disciplini bez upotrebe peraja uz pomoć ruku zaranjaju i izranjaju povlačeći se uz konop. Slobodan zaron je sportska dubinska disciplina sa najmanje uzbuđenja, jer brzina i dubina zarona zavise samo od harmoničnog povlačenja po konopu. Pravilima nije definisano da li glava ili noge idu prvi prilikom zarona, a to zavisi od mogućnosti izjednačavanja pritiska svakog pojedinca. Neki takmičari u ovoj disciplini kombinuju obe vrste zarona.

## Promenljivi balast
(Variable weight – VWT) je disciplina u kojoj takmičari zaranjaju uz pomoć balastnog tega, a izranjaju upotrebljavajući ruke i noge, sa ili bez povlačenja konopa. Variable weight je jedna od dve dubinske discipline u kojoj se upotrebljavaju "sanke" za zaranjanje u dubinu. Stariji tip sanki je bio tipa "head first", kao što je prikazano u filmu Luca Besona «The Big Blue» ali sada se upotrebljava novi tip sanki za zaranjanje tipa "feet first" radi lakšeg izjednačavanja pritiska kod takmičara i većih postignutih dubina.

## Bez granice
(No limit – NLT) je disciplina sa najmanje (ili bez) ograničenja. Važi za najopasniju disciplinu, jer se radi o ekstremnim dubinama. Ronilac zaranja pomoću balastnog tega, a izranja pomoću metoda koji sam odabere (najčešće pomoću balona ili specijalnih vazdušnih prsluka). Mehaničkim pogonom spušta se niz metalnu sajlu do određene dubine. Na njemu se nalazi boca sa vazduhom pod pritiskom, na koju je namontiran balon. Povlačenjem sigurnosne ručice, ventil na boci se otpušta, balon se puni vazduhom i ronilac, praktično, biva “katapultiran” na površinu. No Limit je apsolutna dubinska disciplina. Ovde se danas postižu dubine preko 200m. Dakle, ako sa opremom koja treba ronioca da vrati na površinu nešto krene loše, površina je suviše daleko i – smrt je zagarantovana.
Za svaki vid ronjenja, kao i za svaki drugi sport, potrebna je odgovarajuća oprema. Za ronjenje na dah neophodni delovi opreme su: maska i peraja. Dodatni delovi opreme su: odela, olovni pojasevi itd... Godišnja granica ne postoji. Svako ko ima zdravo srce (i zdrav razum!) može da roni na dah..
Postoje određeni aspekti treniranja za poboljšanje ličnih performansi u apneji. Osim tehnike disanja, za pravilan zaron i dužu apneu poželjno je primenjivati neke elemente Joge, vežbe istezanja, tzv. aerobne i anaerobne vežbe, kao i meditaciju, radi boljeg opuštanja tela i uma.

## Spoljašnje veze
- Udruženje ronilaca na dah Srbije

- Internacionalna asocijacija za razvoj ronjenje na dah u sigurnosti

1. ↑  „AIDA | Competitive”. www.aidainternational.org. Приступљено 2024-07-04.